# Бочарки
Бочарки — село в Карачевском районе Брянской области России. Входит в состав Дроновского сельского поселения.

## География
Село находится в восточной части Брянской области, в зоне хвойно-широколиственных лесов, преимущественно на правом берегу реки Цон, к югу от автодороги Р120, на расстоянии примерно 18 километров (по прямой) к юго-востоку от города Карачева, административного центра района. Абсолютная высота — 225 метров над уровнем моря.
Климат умеренно континентальный с теплым летом и умеренно морозной зимой. Годовое количество осадков — 500—600 мм. Средняя температура января составляет −8,6°, июля — +18,6°.
Часовой пояс
Село Бочарки, как и вся Брянская область, находится в часовой зоне МСК (московское время). Смещение применяемого времени относительно UTC составляет +3:00.

## Население
| 2010 | 2013 |
| ---- | ---- |
| 18   | ↗21  |

Половой состав
По данным Всероссийской переписи населения 2010 года в гендерной структуре населения мужчины составляли 61,1 %, женщины — соответственно 38,9 %.
Национальный состав
Согласно результатам переписи 2002 года, в национальной структуре населения русские составляли 96 % из 45 чел.

## Улицы
Уличная сеть села состоит из двух улиц.